# Лых-ныха
Лых-ны́ха — одно из семи святилищ Абхазии. Находится в селе Лыхны Гудаутского района Абхазии. Святилище расположено в историческом центре села на поляне Лыхнашта непосредственно на территории (во дворе) лыхненского православного храма, где представители жреческого рода Шакрыл по традиции зарывают бочку с вином поздней осенью, которая хранится там до очередного моления.
Моление в святилище Лых-ныха проводятся ежегодно представителями местной дворянской фамилии Шакрыл. Лых-ныха считается фамильным святилищем рода Шакрыл, и представители других родов, как правило, не допускаются к молению.